# Welcome 2 Detroit (сингл)
«Welcome 2 Detroit» — перший сингл з дебютного студійного альбому The People vs. репера Trick-Trick. Окремок посів 100-ту сходинку чарту Billboard Hot 100. На «Welcome 2 Detroit» існує музичне відео, зняте в детройтському нічному клубі. У кліпі можна побачити реперів Пруфа, учасника гурту D12, та Fat Joe.

## Список пісень
| #  | Назва                                                 | Автор                         | Продюсер(и)                        | Тривалість |
| -- | ----------------------------------------------------- | ----------------------------- | ---------------------------------- | ---------- |
| 1. | «Welcome 2 Detroit» (з участю Eminem) (Radio Edit)    | К. Метіс, Л. Ресто, М. Метерс | Eminem, Luis Resto (дод. продакшн) | 3:47       |
| 2. | «Welcome 2 Detroit» (з участю Eminem) (Album Version) | К. Метіс, Л. Ресто, М. Метерс | Eminem, Luis Resto (дод. продакшн) | 4:45       |
| 3. | «Attitude Adjustment» (з участю Jazze Pha)            | К. Метіс, Ф. Александер       | Jazze Pha                          | 5:06       |
| 4. | «Welcome 2 Detroit» (з участю Eminem) (Video)         | К. Метіс, Л. Ресто, М. Метерс | Eminem, Luis Resto (дод. продакшн) | 4:45       |

## Чартові позиції
| Чарт (2005—2006) | Найвища позиція |
| ---------------- | --------------- |
| Австрія          | 24              |
| Європа           | 73              |
| Німеччина        | 20              |
| США              | 100             |
| US Pop 100       | 52              |
| Фінляндія        | 12              |